# اچ‌ام‌ای‌اس وارامونگا (آی۴۴)
اچ‌ام‌ای‌اس وارامونگا (آی۴۴) (به انگلیسی: HMAS Warramunga (I44)) یک کشتی بود که طول آن ۳۷۷ فوت (۱۱۵ متر) بود. این کشتی در سال ۱۹۴۲ ساخته شد.